# Otar Mamageishvili
Otar Mamageishvili (en géorgien : ოთარ მამაგეიშვილი), né le 15 janvier 2003 en Géorgie, est un footballeur géorgien. Il évolue au poste de milieu central au FC Famalicão.

## Biographie

### En club
Né en Géorgie, Otar Mamageishvili est formé par le FC Iberia 1999, alors appelé FC Saburtalo. Il commence sa carrière avec ce club, jouant son premier match pour le club le 28 octobre 2021, lors d'une rencontre de coupe de Géorgie face au FC Gareji. Il entre en jeu à la place de Giorgi Gocholeishvili et son équipe l'emporte par deux buts à un. 
Mamageishvili inscrit son premier but en professionnel le 29 novembre 2021, face au FC Shukura Kobouleti, en championnat. Il est titularisé et marque le but égalisateur de son équipe, qui s'impose par deux buts à un. 
Il est sacré champion de Géorgie en 2024

### En sélection
Otar Mamageishvili représente l'équipe de Géorgie des moins de 17 ans pour un total de quatorze matchs joués et un but marqué, tous entre 2019 et 2020.
Otar Mamageishvili joue son premier match avec l'équipe de Géorgie espoirs le 16 novembre 2022, lors d'un match amical face à Israël. Il est titularisé et son équipe est battue par deux buts à un.

## Vie privée
Otar Mamageishvili est le frère jumeau de Gizo Mamageishvili, lui aussi footballeur professionnel formé au FC Iberia 1999.

## Palmarès
FC Iberia 1999
- Champion de Géorgie (1) :
  - Champion : 2024.